# Soengas (Puertomarín)
Soengas (llamada oficialmente Santiago de Soengas) es una parroquia española del municipio de Puertomarín, en la provincia de Lugo, Galicia.

## Organización territorial
La parroquia está formada por cuatro entidades de población:
- A Cruz
- As Neves
- Soengas de Abaixo
- Soengas de Arriba

## Demografía
| Gráfica de evolución demográfica de Soengas entre 2000 y 2020 |
|                                                               |
| Datos según el nomenclátor publicado por el INE.              |